# Emma Ritter (Malerin)
Emma Ritter (* 18. Dezember 1878 in Vechta; † 23. März 1972 in Oldenburg) war eine deutsche Malerin des Expressionismus.

## Leben
Emma Ritter wuchs in Oldenburg, der Haupt- und Residenzstadt des Großherzogtums Oldenburg, auf. Ihr Vater war als Chefarzt am Peter Friedrich Ludwigs Hospital in Oldenburg tätig. Auf Empfehlung der Oldenburger Künstlerin Marie Stein-Ranke begann Ritter 1898 mit dem Studium der Malerei an der Damen-Malschule von Willy Spatz in Düsseldorf, das sie von 1903 bis 1905 in Berlin bei dem Mitglied der Berliner Secession Lovis Corinth und danach bei Theodor Hummel in München fortsetzte.
1909 bis 1912 verbrachte Ritter einige Sommeraufenthalte in Dangast, einem Nordseebad und Fischerdorf am Jadebusen. Hier lernte sie die Brücke-Künstler Karl Schmidt-Rottluff, Erich Heckel und Max Pechstein kennen, die sich in den Jahren 1907 bis 1912 regelmäßig im Sommer in die ruhige Abgeschiedenheit der Küstenregion zurückzogen.
Sie war von den Werken der Brücke-Künstler sehr beeindruckt und knüpfte als erste deutsche Künstlerin Kontakte zum Expressionismus. Sie nahm bei Schmidt-Rottluff Unterricht, der sie auch porträtierte und mehrere Arbeiten für sie schuf. Schmidt-Rottluff beeinflusste ihre in dieser Zeit entstandenen Werke stark, vor allem die von Emma Ritter geschaffenen Holzschnitte. Mit ihm und seiner späteren Frau Emy verband Emma Ritter zeitlebens eine innige Freundschaft.
Die regen künstlerischen Tätigkeiten in diesem Ort führten 1910 zu einer ersten gemeinsamen Ausstellung ihrer Arbeiten in Oldenburg.
Von 1911 bis 1920 war Ritter in Berlin ansässig und stand weiter in regelmäßigem Kontakt zu Schmidt-Rottluff, Heckel und Pechstein. Durch diese Kontakte lernte sie in Berlin weitere Künstler wie Lyonel Feininger und Otto Mueller kennen. Mit Lyonel Feininger, der durch Emma Ritter die Technik des Holzschnitts kennenlernte, und seiner Frau Julia verband Ritter bis zu ihrem Lebensende eine enge Freundschaft. Als Schmidt-Rottluff zum Kriegsdienst eingezogen wurde, bezog sie sein Atelier.
1921 musste sie der Kunstmetropole Berlin den Rücken kehren, da ihre Mutter in Oldenburg schwer erkrankt war. Die Pflege der Mutter dauerte bis zu deren Tod im Jahre 1939. Die ersten Jahre des Zweiten Weltkriegs verbrachte sie u. a. bei einem Neffen in Wanne-Eickel im Ruhrgebiet und im Weserbergland.
1942 zog sie wieder nach Berlin in das Wilhelm-Stift im Ortsteil Charlottenburg. Bei einem der zahlreichen Bombenangriffe 1943 wurden ihre Wohnung und damit ihr gesamtes künstlerisches Werk fast vollständig zerstört. Darunter befanden sich auch viele von ihr gesammelte Kunstwerke von ihren Künstlerfreunden.
Im Herbst 1946 kehrte sie nach Oldenburg zurück, wo sie bis zu ihrem Tode lebte und arbeitete. Vom 2. bis zum 30. Juni 1957, also fast 50 Jahre nach der ersten Ausstellung in Oldenburg, wurde das Dangaster Schaffen der Künstler Karl Schmidt-Rottluff, Erich Heckel, Max Pechstein und Emma Ritter vom damaligen Kustos am Landesmuseum für Kunst und Kulturgeschichte Oldenburg, Gerhard Wietek, in einer umfangreichen Ausstellung im Oldenburger Schloss gewürdigt. Diese Ausstellung mit dem Titel „Maler der Brücke in Dangast 1907 bis 1912“ leistete einen wichtigen Beitrag zur Entdeckung der kunstgeschichtlichen Bedeutung des kleinen Nordseebades Dangast.

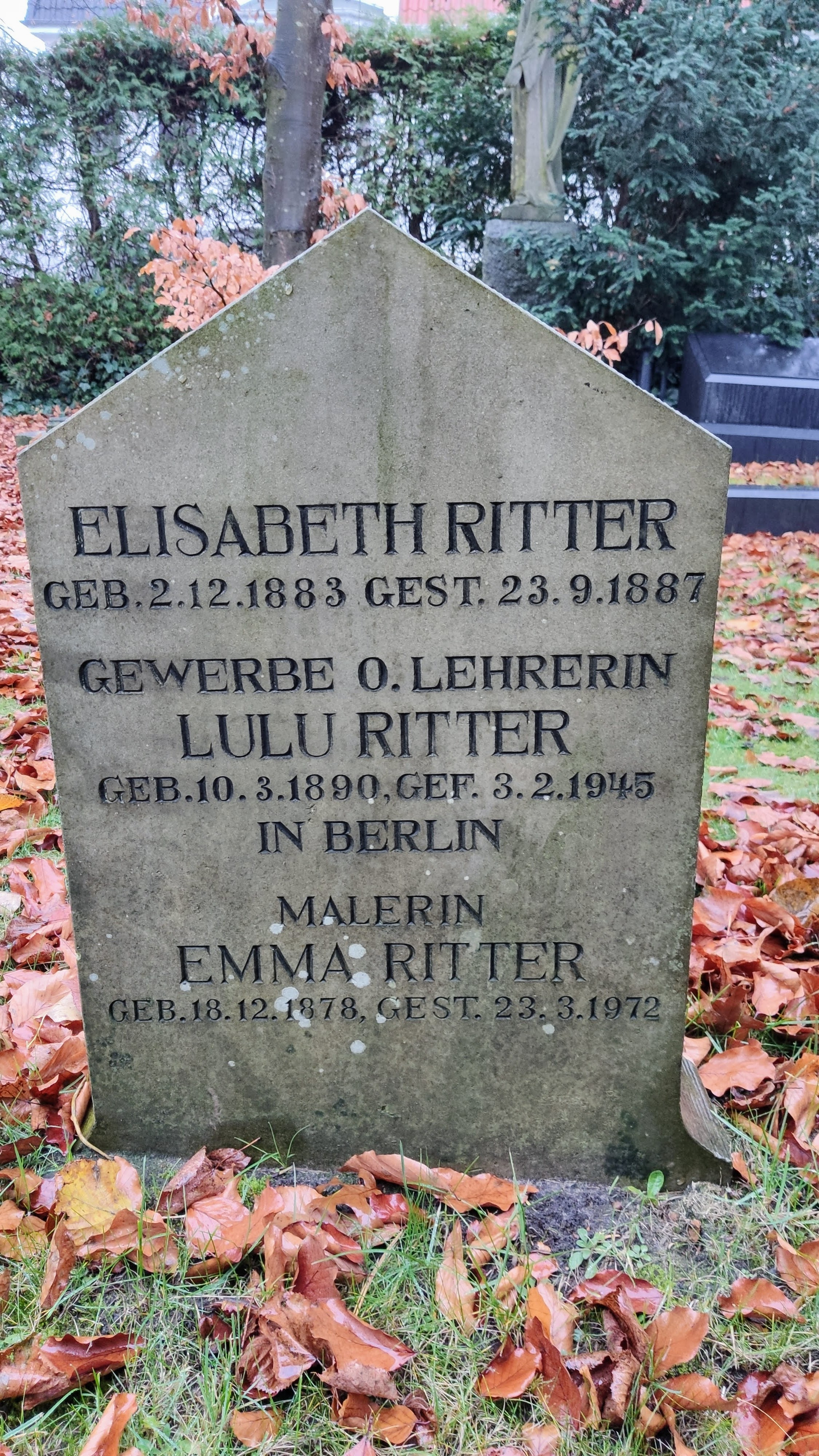
Grabstätte Emma Ritter

Ritter war Mitglied im Deutschen Künstlerbund und im BBK, dem „Bund Bildender Künstler“, in Oldenburg und beteiligte sich auch noch im hohen Alter an Ausstellungen. Sie starb am 23. März 1972 im Alter von 94 Jahren in Oldenburg und ist auf dem dortigen Gertrudenfriedhof bestattet.
Am 20. Januar 2019 wurde eine Folge der Sendung Lieb & Teuer des NDR ausgestrahlt, die von Janin Ullmann moderiert und im Schloss Reinbek gedreht wurde. Darin wurde mit der Gemälde-Expertin Ariane Skora ein Ölgemälde von Ritter besprochen, das einen lesenden Mann zeigt.

## Werke (Auswahl)

### Gemälde
- um 1911: Ziegelei, Niedersächsisches Landesmuseum für Kunst und Kulturgeschichte, Oldenburg
- 1912: Stillleben mit Äpfeln, Niedersächsisches Landesmuseum für Kunst und Kulturgeschichte, Oldenburg
- 1916: Steilküste auf Rügen, Niedersächsisches Landesmuseum für Kunst und Kulturgeschichte, Oldenburg

### Holzschnitte
- 1910: Schiffe im Watt, Niedersächsisches Landesmuseum für Kunst und Kulturgeschichte, Oldenburg
- 1912: Hoher Giebel, Niedersächsisches Landesmuseum für Kunst und Kulturgeschichte, Oldenburg
- 1912: Überschwemmung, Niedersächsisches Landesmuseum für Kunst und Kulturgeschichte, Oldenburg
- 1912: Werft, Niedersächsisches Landesmuseum für Kunst und Kulturgeschichte, Oldenburg